# Bannay, Cher

Bannay este o comună în departamentul Cher, Franța. În 1 ianuarie 2022 avea o populație de 841 de locuitori.